# Laurent Valla
Pour les articles homonymes, voir Valla.
Œuvres principales
- De Latinæ Linguæ Elegantiis (1444)
- De falso credita et ementita Constantini donatione libri duo (« Sur la donation de Constantin, à lui faussement attribuée et mensongère », 1447)

Compléments
- De grammatica
- De reciprocatione 'sui' et 'suus'  (" Du caractère réflexif de 'se' et 'suus' ") (1449 / 1450)

Lorenzo Valla (né della Valle), dont le nom latinisé est Laurentius Valla, connu dans les lettres françaises sous le nom de Laurent Valla (Rome, 1407–1457), est un humaniste, philologue et polémiste italien.

## Biographie

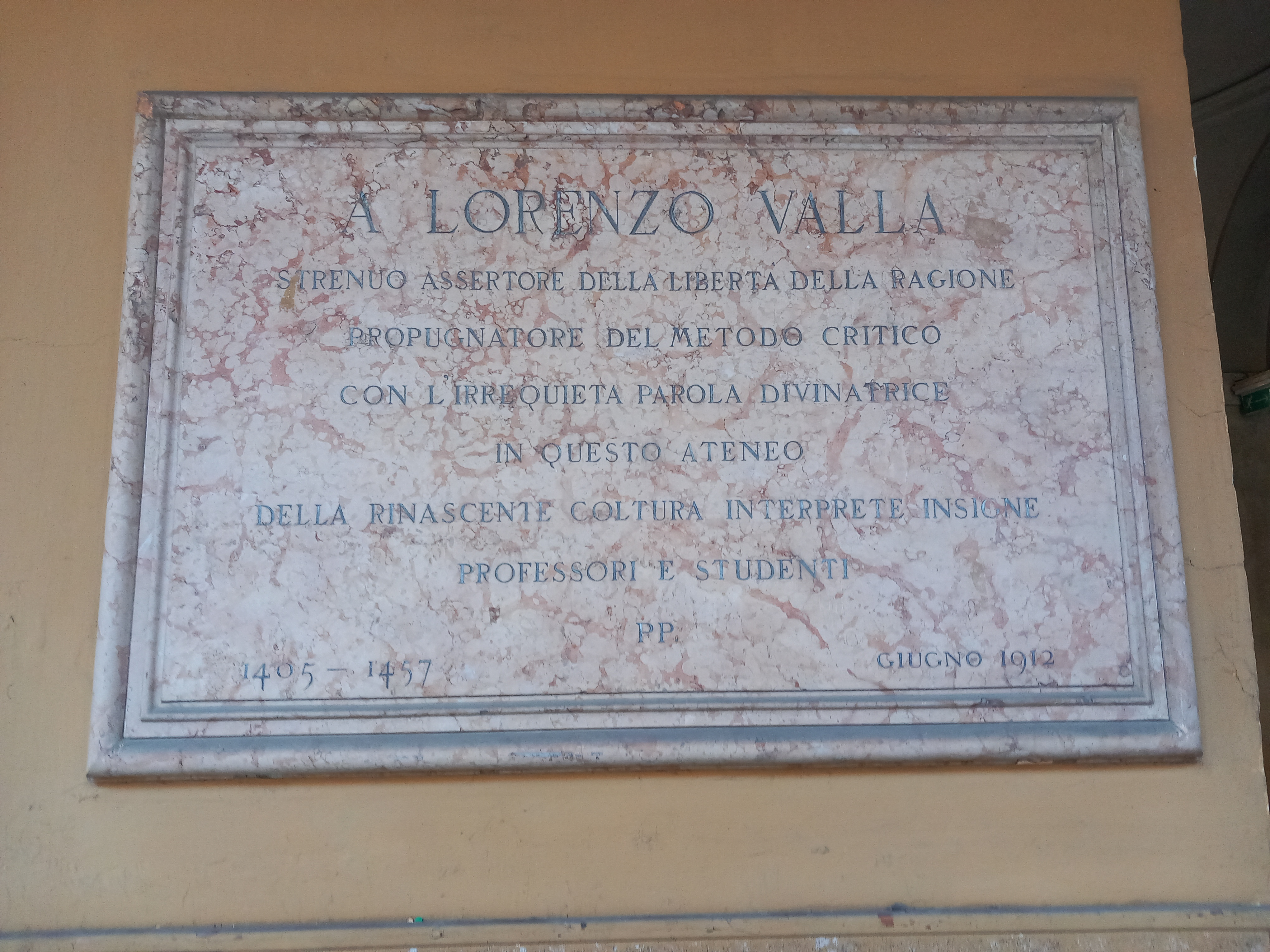
Plaque commémorative à l'Université de Pavie

Lorenzo Valla étudia le latin et le grec à Rome sous la direction des professeurs Leonardo Bruni et Giovanni Aurispa, puis la rhétorique et la philosophie à l'université de Padoue. Tenté par la carrière diplomatique, il dut cependant se résoudre, après deux échecs successifs auprès du Saint-Siège (1428, 1431), à enseigner dans les universités de Pavie, Naples et Rome. Ses leçons de rhétorique à Pavie, où il critiquait le latin corrompu du célèbre juriste Bartole, ainsi qu'un pastiche de traité d'héraldique (De insigniis et armis) de cet auteur, lui firent de nombreux ennemis.
Finalement, il obtint en 1433 la protection d'Alphonse V d'Aragon et rejoignit la cour de Naples comme secrétaire particulier. Cet emploi laissait tout loisir à Valla de poursuivre ses recherches sur les écrits des Pères de l'Église. Les résultats de ses études sur les Actes des Apôtres, tendant à démontrer que ce livre n'avait pas été rédigé par les Apôtres eux-mêmes, lui valut une mise en accusation devant l'Inquisition, dont il se tira avec l'appui de son protecteur.
Il publia ensuite que la lettre du Christ à Abgar d'Édesse, ainsi que d'autres documents naguère considérés comme sacrés, étaient des faux, mettant en cause le caractère chrétien de l'idéal monastique. Lorsqu'en 1444 il voyagea à Rome, il ne put échapper à la haine de ses nombreux ennemis qu'en se déguisant pour s'enfuir à Barcelone, d'où il reprit le bateau pour Naples.
La roue tourna à la mort du pape Eugène IV en février 1447. Alors que Valla était de nouveau à Rome, le nouveau souverain pontife Nicolas V le recruta comme secrétaire apostolique et le fit nommer à la Curie romaine. Désormais respecté pour son savoir, Valla conserva son crédit sous le règne de Calixte III.

## L'humaniste
Dans ses premiers travaux, il se présenta comme un porte-parole ardent d'un nouvel humanisme devant réformer la langue et l'éducation. Il rechercha des textes oubliés de l'Antiquité classique, pensant que l'esprit gréco-romain qui avait été perdu au Moyen Âge devait être rétabli. Connaissant aussi bien le grec ancien que le latin, il fut choisi par le pape Nicolas V pour traduire Hérodote et Thucydide en latin.
Par sa focalisation sur des disciplines humanistes, c'est-à-dire la poésie, la rhétorique, l'éthique, l'histoire et la politique, il accorda une dignité spéciale à la vie et à la conduite de l'homme. Dans un travail exemplaire, Valla démontra que le long texte nommé Donation de Constantin, qui tendait à légitimer le pouvoir temporel des papes, n'était qu'une contrefaçon grossière puisque le texte latin avait été écrit très vraisemblablement en 754, soit quatre siècles après la mort de Constantin Ier en 337. Selon l'historien Carlo Ginzburg, il y aurait d'ailleurs une allusion masquée aux critiques historicistes selon lesquelles la fin du Deutéronome n'aurait pu être écrite par Moïse lui-même, thèse déjà soutenue par Rabbi Salomon au XIe siècle.
À 26 ans, il écrivit De Voluptate, un dialogue en trois livres qui analyse le plaisir et opte pour une condamnation humaniste de la scolastique et de l'ascétisme monastique. Agressif dans sa tonalité, cet ouvrage a été reçu avec hostilité. Ce sont les six livres des Elegantiarum latinae linguae, ou en abrégé Elegantiæ (1444) qui constituent son œuvre maîtresse. Il y présente une défense philologique brillante du latin classique dans laquelle il oppose l’élégante prose des écrivains latins de l'Antiquité (particulièrement celle de Cicéron, Sénèque et Quintilien) à la maladresse du latin d'Église médiéval. Ce travail eut une énorme influence. Diffusé d'abord sous forme manuscrite, il fut imprimé pour la première fois à Rome en 1471 (sous le titre Elegantiae linguae latinae). Il se diffusa dès lors très rapidement et connut 60 rééditions avant 1537.
Entre 1446 et 1447, il rédige le Emendationes sex librorum Titi Livii dans lequel il analyse les corrections à apporter au texte difficilement reconstitué des livres 21 à 26 de Tite-Live, en critiquant sévèrement celles de deux érudits de la cour napolitaine, Panormita et Facio. Ces derniers s'inclinent et reprennent les corrections de Valla.
Les recherches de Valla sur les erreurs textuelles dans la Vulgate ont incité des érudits, Érasme entre autres, à étudier les Évangiles dans le texte grec originel.

## Lorenzo Valla et le gothique
Le terme gothique appliqué au domaine de l'art apparaît au XIVe siècle. Lorenzo Valla utilise ce terme pour désigner la forme d'écriture du Moyen Âge. En 1550, un disciple de Michel-Ange, Vasari, utilisa le mot « gothique » pour désigner l'art médiéval dans un sens péjoratif, par opposition au style classique. Le sens péjoratif se répandit aux XVIe et XVIIe siècles. Ainsi, Molière parle-t-il, en 1669, des « fades goûts des ornements gothiques ».
Ce préjugé subsistera jusqu'au XIXe siècle, lorsque ce style fut réhabilité par les Romantiques. Viollet-le-Duc, architecte français, publia vers 1860 son Dictionnaire raisonné de l'architecture française du XIe au XVIe siècle en dix volumes.  Aujourd'hui, si le mot « gothique » est toujours très usité, certains le nomment plutôt « style ogival », en référence aux croisées d'ogives qui caractérisent les nefs d'églises à partir de 1140.

## Lorenzo Valla dans les œuvres de fiction
- Dans Gargantua, François Rabelais appuie un propos relatif à la couleur de la lumière en renvoyant le lecteur au livre de Laurent Valla contre Bartole[10].

### Œuvres
- Sur le plaisir (De Voluptate, 1431), Éditions Encre Marine, 2004, préface de Michel Onfray, traduction de Laure Chauvel.
- Du libre arbitre (1439), trad. Jacques Chomarat, Vrin, 1983.
- (la) Lorenzo Valla (trad. du latin par Jean-Baptiste Giard), Sur la donation de Constantin, à lui faussement attribuée et mensongère. [« De falso credita et ementita Constantini donatione libri duo (1440) »], Paris, éd. des Belles Lettres, coll. « La roue à livres », 1547 (réimpr. 1993), XXI + 151, 13,5×21 cm broché (ISBN 2-251-33920-5, présentation en ligne)
- Elegantiarum Laurentii Vallae. Naples, (ca. 1473). Disponible sur Somni.
- Adnotationes in Novum Testamentum (posthume, 1505). L'ouvrage, rédigé vers 1440, consiste en une série de notes sur le Nouveau Testament dans lesquelles Valla proposait des corrections à faire à la Vulgate surtout au point de vue de la latinité. Érasme les édita à Paris (1505). Elles se retrouvent dans ses Opera, Bâle, 1540, p. 803 b -895 b. Jacques Revius réédita ce traité : De collatione Novi Testamenti libri duo, Amsterdam, 1638.
- Du caractère réflexif de 'se' et 'suus'   (De reciprocatione 'sui' et 'suus'), édition critique avec traduction par Elisabeth Sandström, Göteborg, Acta Universitatis Gothoburgensis, 1998

### Études
- Ernst Cassirer et autres, La Renaissance, philosophie de l'homme, éd. Man (1948) ;
- M. de P. Lorch, Une défense de la vie (1985).
- R. O. Kristeller, Huit philosophes de la Renaissance italienne, trad. Anne Denis, Droz, 1975, p. 27-42.
- Michel Onfray Contre-Histoire de la Philosophie à l'Université populaire de Caen (CD 11, FA 5103, chez Frémeaux & Associés), ou bien Contre-histoire de la philosophie, t. 2 : Michel Onfray, Contre-histoire de la philosophie, vol. 2 : Le Christianisme hédoniste, Grasset, 2006 [détail de l’édition], Grasset et Fasquelle, 2006, Le livre de poche 2008 p. 151-176.

### Listes de publications en ligne
- Publications en ligne, site worldcat.org.